# Tricentra albigutta
Tricentra albigutta là một loài bướm đêm trong họ Geometridae.